# Daniele Pontoni
Daniele Pontoni (Udine, Friül - Venècia Júlia, 8 de setembre de 1966) va ser un ciclista italià especialista en ciclocròs. Va guanyar dos Campionats del món, un com amateur i un en categoria elit.

## Palmarès en ciclocròs
- 1991-1992
  -  Campió del món amateur en ciclocròs
- 1992-1993
  - 1r al Superprestige
  - 1r al Ciclocròs d'Igorre
- 1993-1994
  -  Campió d'Itàlia en ciclocròs
  - 1r al Superprestige
- 1994-1995
  -  Campió d'Itàlia en ciclocròs
  - 1r a la Copa del món de ciclocròs
  - 1r al Ciclocròs d'Igorre
- 1995-1996
  -  Campió d'Itàlia en ciclocròs
  - 1r al Ciclocròs d'Igorre
- 1996-1997
  -  Campió del món en ciclocròs
  -  Campió d'Itàlia en ciclocròs
  - 1r al Ciclocròs d'Igorre
- 1997-1998
  -  Campió d'Itàlia en ciclocròs
- 1998-1999
  -  Campió d'Itàlia en ciclocròs
  - 1r al Ciclocròs d'Igorre
- 1999-2000
  -  Campió d'Itàlia en ciclocròs
- 2000-2001
  -  Campió d'Itàlia en ciclocròs
  - 1r al Ciclocròs d'Igorre
- 2001-2002
  -  Campió d'Itàlia en ciclocròs
- 2002-2003
  -  Campió d'Itàlia en ciclocròs
- 2003-2004
  -  Campió d'Itàlia en ciclocròs

## Palmarès en ciclisme de muntanya
- 1997
  -  Campió d'Itàlia en Camp a través

## Palmarès en ruta
- 1993
  - 1r a la Cronoscalata Gardone Val Trompia-Prati di Caregno